# Christina Cameron
Christina Cameron (nacida en el siglo XX en Toronto) es una escritora y científica canadiense, exfuncionaria pública. Entre el 2007 y 2012, profesora canadiense especialista en patrimonio construido. En 1990, es nombrada "Jefa de la delegación canadiense" del Comité del Patrimonio Mundial de la UNESCO, puesto que ocupa hasta el año 2008. Según el director general de Parques Canadá, uno de sus antiguos superiores, ella es «sin duda la gran dama del patrimonio cultural canadiense .

## Biografía

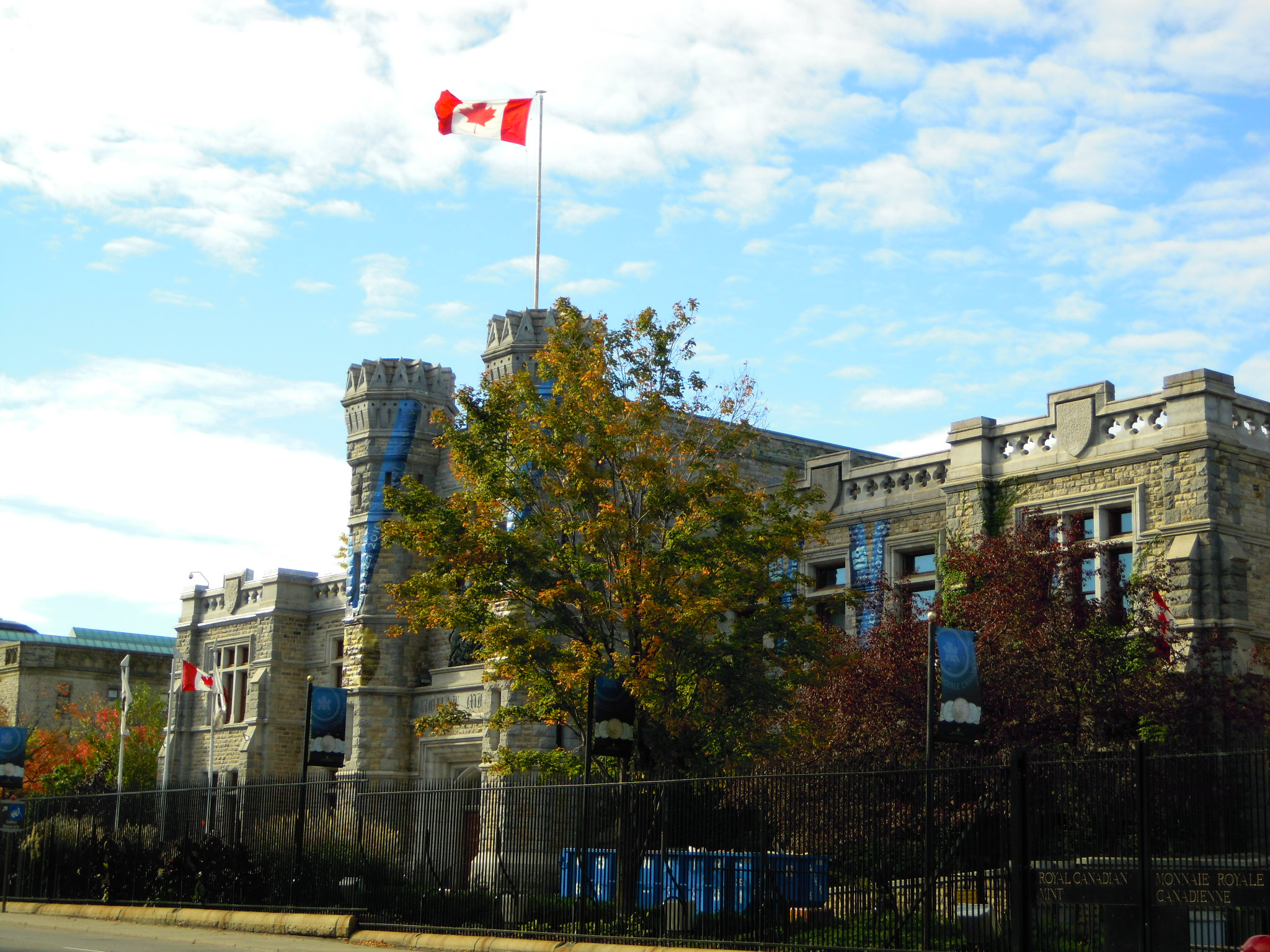
Durante los años '90, se convierte en responsable de la aplicación de las políticas de conservación del Patrimonio en Canadá, Christina Cameron se ha opuesto a la remodelación del hotel de la moneda canadiense, porque «se han autorizado renovaciones que vulneran el carácter patrimonial del edificio».

Nacida en Toronto, Christina Cameron pasó su infancia en Barrie, Ontario donde su padre fue médico y director de hospital. Su madre se encarga del hogar mientras que su padre es aficionado a la historia. Una vez finalizada la crianza de sus tres hijas, su madre se convierte en directora de un pequeño museo.
Christina Cameron estudió Literatura, Historia del arte y realizó estudios de Museología. Obtuvo un título de máster en la Universidad de Brown, Estados Unidos (en 1970) y de doctora en historia de la arquitectura de la Universidad Laval, Quebec (en 1983).
En 1969, Christina Cameron reencuentra a su marido (un tal Southam) en Quebec donde es contratada por Parques Canadá, que le solicita realizar un inventario de los edificios históricos de la ciudad. Esta estadía de cinco años alimenta su pasión para el patrimonio arquitectónico.
Desde los años '70, Christina Cameron ha escrito documentos y libros sobre la arquitectura de Canadá, sobre la gestión del patrimonio y el patrimonio mundial "Ella ocupo un lugar en el comité de subvenciones del Getty Conservation Institute y participen un proyecto international de gestion de lugares patrimoniales, apadrinado por este instituto y alineado a sus valores". Desde los años '90, ocupa un puesto como alto funcionario en Patrimonio Canadá, donde se encarga de aplicar políticas de conservación. Christina Cameron ha ocupado el puesto de directora general de lugares históricos nacionales, así como el de Secretaria de Comisión de lugares y monumentos históricos de Canadá. Ha trabajado 35 años como funcionaria pública canadiense.
En 1990, es nombrada jefa de la delegación canadiense por el Comité de patrimonio mundial, puesto que ocupa hasta el 2008. También es nombrada presidenta de la delegación, ejerciendo este puesto entre 1990 y 2008.
El año 2007 es nombrada presidenta del Comité del patrimonio mundial.
El año 2008, recibe el premio por servicios distintivos del gobierno de Canadá, "la más alta excelencia de la función publica federal".
El año 2012, Christina Cameron se convierte en titular de la Cátedra de Investigación de Canadá en patrimonio construido en la Escuela de arquitectura de la Universidad de Montreal. Es también vicepresidenta de la Comisión canadiense de la UNESCO.